# Douglas Costa
Douglas Costa de Souza, brazilski nogometaš, * 14. september 1990, Sapucaia do Sul, Rio Grande do Sul, Brazilija.

## Kariera
Za svoj klub je prvič zadel že na svojem debiju v prvi postavi, ko je za Grêmio dosegel izenačujoči zadetek na tekmi proti Botafogu.
Douglasa Costo so pred kratkim mediji proglasili za novega Ronaldinha, zanj pa so se začeli zanimati največji evropski klubi, kot so Manchester United, Inter Milan ter Real Madrid. Zaradi velikega zanimanja je Grêmio z Douglasom podpisal pogodbo, ki ga klubu zavezuje do februarja 2013. V primeru njegovega predčasnega odhoda je zavarovalna vsota zanj postavljena na 20 milijonov britanskih funtov. V poletnem prestopnem roku 2015 je prestopil k FC Bayern München.
| Klub   | Sezona | Liga    | Liga | Copa Libertadores | Copa Libertadores | Pokal   | Pokal | Total   | Total |
| Klub   | Sezona | Nastopi | Goli | Nastopi           | Goli              | Nastopi | Goli  | Nastopi | Goli  |
| ------ | ------ | ------- | ---- | ----------------- | ----------------- | ------- | ----- | ------- | ----- |
| Grêmio | 2008   | 6       | 1    | 0                 | 0                 | 0       | 0     | 6       | 1     |
| Grêmio | 2009   | 3       | 0    | 2                 | 0                 | 5       | 0     | 10      | 0     |
| Skupaj | Skupaj | 9       | 1    | 2                 | 0                 | 5       | 0     | 16      | 1     |

## Dosežki
Gremio
- Campeonato Brasileiro Série A
  - Podprvak: 2008

Brazilija U-20
- Južnoameriško mladinsko nogometno prvenstvo
  - Prvak: 2009